# Кодекс Чакос

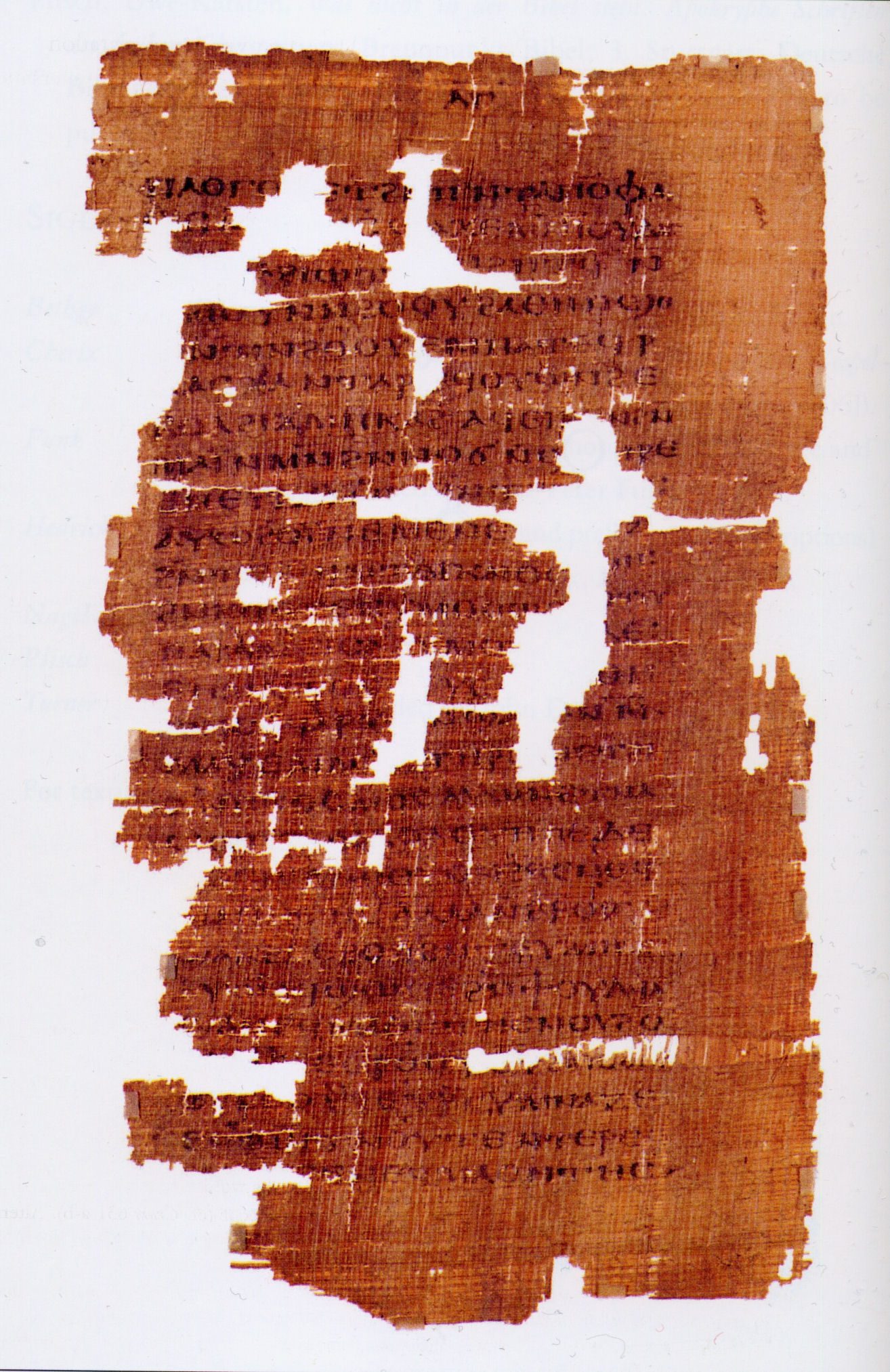
Первая страница Евангелие Иуды (33-я страница кодекса).

Ко́декс Чакос — древний египетский папирус на коптском языке, содержащий ранние христианские гностические тексты, датируемые приблизительно III веком нашей эры.

## Содержание Кодекса
Кодекс Чакос содержит 66 уцелевших папирусных страниц, на которых записаны четыре текста:
- страницы 1-9 — «Послание Петра Филиппу» (англ. The Letter of Peter to Philip);
- страницы 10-30 — «Иаков», или «Первый Апокалипсис от Иакова» (англ. The First Apocalypse of James);
- страницы 33-58 — «Евангелие Иуды» (англ. The Gospel of Judas);
- страницы 59-66 — фрагмент из «Книги Аллогенов (Инородца)» (англ. Book of Allogenes).

### Подробнее
«Послание Петра Филиппу» также найдено на другом папирусе, в частности в Кодексе VIII Наг-Хаммади, см. англ. Letter of Peter to Philip.
Текст, получивший название «Иаков» — это «Первый Апокалипсис от Иакова» Кодекса V Наг-Хаммади, см. англ. First Apocalypse of James.
«Евангелие Иуды» — первый из известных существующих экземпляров этого сочинения; текст, который был отвергнут как ересь в начале становления христианской церкви, и был найден спустя 1700 лет. Евангелие Иуды упоминается и резюмируется отцом Иринеем Лионским в его работе по борьбе с ересью, — это доказывает, что само Евангелие Иуды старше Кодекса.
Фрагмент из «Книги Аллогенов (Инородца)» является началом трактата Аллоген (англ. Allogenes) и не имеет совпадений текста с фрагментами трактата Аллоген в XI Кодексе Наг-Хаммади. Термин ’Αλλογενης — «Инородец», «принадлежащий к иному роду» обозначает Спасителя. Интереснейшей особенностью памятника является параллелизм со сценой «искушения в пустыне» в Синоптических Евангелиях (Мф. 4:3-11/Лк. 4:2-13), хотя в данном тексте описание искушения выглядит более архаично. Также Сатана (Σατανας) прямо назван «обладающим миром (κοσµος)» и далее называет мир «своим», что в канонических Евангелиях звучит несколько приглушённо.

## История находки
Кодекс был найден в египетском городе Эль-Минья в 1970-х, хранился у разных владельцев и переходил из рук в руки. Владельцы рукописи не имели опыта обращения с такими артефактами. Так, один из владельцев хранил папирус в банковской депозитной ячейке, другой заморозил артефакт, что привело к повреждению документа и рассыпанию некоторых фрагментов в пыль.
В 1980-х годах до ученых начали доходить слухи о существовании артефакта. Владельцы рукописи периодически предлагали её к продаже, демонстрируя в процессе торгов части текста или фотографии отдельных страниц. Однако до 2001 года никто не изучал и не переводил эти тексты, пока очередная владелица Фрида Нуссбергер-Чакос, обеспокоенная ухудшающимся состоянием артефакта, не вынуждена была передать артефакт Меценатскому фонду древнего искусства в Базеле. Фрида назвала артефакт в честь своего отца Димаратоса Чакоса (англ. Dimaratos Tchacos).
Около десятка страниц Кодекса, бегло осмотренного учёными в 1970-х годах, сегодня отсутствуют. Предполагается, что они были тайно проданы владельцами Кодекса, и пока никто не заявил о факте владения. Согласно информации на сайте National Geographic, фрагменты, которые могли бы быть страницами, находятся в собственности одного из торговцев древностями в Огайо.
В апреле 2006 года Национальным географическим обществом был опубликован полный перевод текста Евангелия Иуды с пояснениями (ISBN 1-4262-0042-0). Национальное географическое общество восстановило и законсервировало документ, а также создало двухчасовой документальный фильм. Евангелию был также посвящён специальный выпуск журнала National Geographic.

## Датировка
Папирусный Кодекс Чакос с помощью радиоуглеродного метода был датирован 220—340 гг., а текстологическая экспертиза швейцарских учёных установила рубеж III и IV веков. По мнению некоторых исследователей, коптский текст Евангелия Иуды является переводом утраченного греческого оригинала, датируемого серединой — второй половиной II века. Гностическая теология книги, а также явное знакомство автора с текстом канонических Евангелий, не позволяют датировать её более ранним временем. Если отождествлять упоминаемое Иринеем Лионским («Опровержение ересей», I:31, 1) Евангелие Иуды с найденной книгой, то текст датируется не позднее 175—185 гг., когда было написано сочинение Иринея.